# Commonwealth Bank Tournament of Champions 2009
Il Commonwealth Bank Tournament of Champions 2009 è stato un torneo di tennis giocato sul cemento indoor. 
È stata la 1ª edizione dell'evento, che fa parte della categoria Intertnational nell'ambito del WTA Tour 2009. Il torneo si è giocato al Bali International Convention Centre di Bali in Indonesia dal 4 all'8 novembre 2009.

## Qualificate
| 12  | Marion Bartoli              | Monterrey           |
| 13  | Samantha Stosur             | Osaka               |
| 18  | Yanina Wickmayer            | Estoril, Linz       |
| 25  | Sabine Lisicki              | Wild card           |
| 28  | Anabel Medina Garrigues     | Fes                 |
| 30  | María José Martínez Sánchez | Bogota, Båstad      |
| 31  | Shahar Peer                 | Guangzhou, Tashkent |
| 39  | Melinda Czink               | Quebec City         |
| 42  | Ágnes Szávay                | Budapest            |
| 44  | Aravane Rezaï               | Strasburgo          |
| 46  | Magdaléna Rybáriková        | Birmingham          |
| 101 | Kimiko Date Krumm           | Seoul, Wild card    |

## Testa a testa
|                             | Bartoli | Stosur | Wickmayer | Lisicki | Medina Garrigues | Martínez Sánchez | Peer | Czink | Szávay | Rezaï | Rybáriková | Date Krumm | Totale | 2009 V-S |
| --------------------------- | ------- | ------ | --------- | ------- | ---------------- | ---------------- | ---- | ----- | ------ | ----- | ---------- | ---------- | ------ | -------- |
| Marion Bartoli              |         | 1–1    | 0–0       | 1–1     | 4–0              | 1–1              | 1–6  | 2–0   | 1–1    | 2–0   | 2–1        | 0–0        | 15–11  | 46–21    |
| Samantha Stosur             | 1–1     |        | 1–1       | 4–0     | 1–1              | 0–0              | 3–2  | 1–0   | 1–0    | 0–0   | 1–0        | 0–0        | 13–5   | 37–19    |
| Yanina Wickmayer            | 0–0     | 1–1    |           | 0–0     | 1–0              | 0–2              | 1–0  | 0–0   | 0–1    | 0–0   | 2–1        | 0–0        | 5–5    | 54–22    |
| Sabine Lisicki              | 1–1     | 0–4    | 0–0       |         | 0–0              | 1–1              | 2–1  | 1–1   | 0–1    | 1–0   | 0–0        | 1–0        | 7–9    | 30–17    |
| Anabel Medina Garrigues     | 0–4     | 1–1    | 0–1       | 0–0     |                  | 2–0              | 1–0  | 2–1   | 1–2    | 1–0   | 1–0        | 1–1        | 11-10  | 33-26    |
| María José Martínez Sánchez | 1–1     | 0–0    | 2–0       | 1–1     | 0–2              |                  | 0–0  | 1–0   | 0–0    | 0–0   | 0–1        | 0–0        | 5–5    | 31–21    |
| Shahar Peer                 | 6–1     | 2–3    | 0–1       | 1–2     | 0–1              | 0–0              |      | 3–0   | 2–0    | 1–0   | 0–0        | 0–0        | 15–8   | 40–22    |
| Melinda Czink               | 0–2     | 0–1    | 0–0       | 1–1     | 1–2              | 0–1              | 0–3  |       | 0–1    | 1–1   | 0–1        | 0–0        | 3–13   | 38–21    |
| Ágnes Szávay                | 1–1     | 0–1    | 1–0       | 1–0     | 2–1              | 0–0              | 0–2  | 0–0   |        | 1–1   | 0–0        | 0–0        | 6–6    | 24–21    |
| Aravane Rezaï               | 0–2     | 0–0    | 0–0       | 0–1     | 0–1              | 0–0              | 0–1  | 1–1   | 1–1    |       | 0–0        | 0–0        | 2–7    | 39–23    |
| Magdaléna Rybáriková        | 1–2     | 0–1    | 1–2       | 1–1     | 0–0              | 1–0              | 0–0  | 1–0   | 0–0    | 1–0   |            | 1–0        | 7–6    | 32–24    |
| Kimiko Date-Krumm           | 0–0     | 0–0    | 0–0       | 0–1     | 1–1              | 0–0              | 0–0  | 0–0   | 0–0    | 0–0   | 0–1        |            | 1–3    | 27–16    |

## Montepremi e punti
Il montepremi totale del torneo ammonta a 600,000 dollari.
| Turno                    | Montepremi | Punti |
| ------------------------ | ---------- | ----- |
| Campionessa              | +$100,000  | +180  |
| Finale                   | +$50,000   | +170  |
| Round Robin (2 vittorie) | $50,000    | 250   |
| Round Robin (1 vittoria) | $32,500    | 160   |
| Round Robin (0 vittorie) | $15,000    | 70    |

## Round Robin

### Giorno 1
| Incontri sul Campo Centrale | Incontri sul Campo Centrale | Incontri sul Campo Centrale | Incontri sul Campo Centrale |
| Gruppo                      | Vincitrice                  | Perdente                    | Punteggio                   |
| --------------------------- | --------------------------- | --------------------------- | --------------------------- |
| Gruppo D                    | Aravane Rezaï [10]          | Sabine Lisicki [4]          | 1–6 6–3 6–4                 |
| Gruppo C                    | Yanina Wickmayer [3]        | Kimiko Date Krumm [12]      | 7–6(5) 6–3                  |
| Gruppo A 1                  | Marion Bartoli [1]          | Magdaléna Rybáriková [11]   | 6–4, 6–4                    |
| Gruppo B                    | Samantha Stosur [2]         | Ágnes Szávay [9]            | 6–2, 3–6, 6–1               |

### Giorno 2
| Incontri sul Campo Centrale | Incontri sul Campo Centrale     | Incontri sul Campo Centrale | Incontri sul Campo Centrale |
| Gruppo                      | Vincitrice                      | Perdente                    | Punteggio                   |
| --------------------------- | ------------------------------- | --------------------------- | --------------------------- |
| Gruppo A                    | Shahar Peer [7]                 | Magdaléna Rybáriková [11]   | 6–1 7–6(4)                  |
| Gruppo D                    | Aravane Rezaï [10]              | Melinda Czink [8]           | 6–3 7–5                     |
| Gruppo B 1                  | María José Martínez Sánchez [6] | Ágnes Szávay [9]            | 2–6 6–4 6–0                 |
| Gruppo C                    | Kimiko Date Krumm [12]          | Anabel Medina Garrigues [5] | 6–4 6–3                     |

### Giorno 3
| Incontri sul Campo Centrale | Incontri sul Campo Centrale     | Incontri sul Campo Centrale | Incontri sul Campo Centrale |
| Gruppo                      | Vincitrice                      | Perdente                    | Punteggio                   |
| --------------------------- | ------------------------------- | --------------------------- | --------------------------- |
| Gruppo B                    | María José Martínez Sánchez [6] | Samantha Stosur [2]         | 7–6(4), 7–5                 |
| Gruppo D                    | Sabine Lisicki [4]              | Melinda Czink [8]           | 6–2, 6(1)–7, 6–4            |
| Gruppo A 1                  | Marion Bartoli [1]              | Shahar Peer [7]             | 6–3, 6–2                    |
| Gruppo C                    | Vera Duševina [ALT]             | Anabel Medina Garrigues [5] | 2–6, 6–1, 7–5               |

## Finali

### Giorno 4
| Incontri sul Campo Centrale | Incontri sul Campo Centrale | Incontri sul Campo Centrale     | Incontri sul Campo Centrale |
| Gruppo                      | Vincitrice                  | Perdente                        | Punteggio                   |
| --------------------------- | --------------------------- | ------------------------------- | --------------------------- |
| Semifinali                  | Marion Bartoli [1]          | Kimiko Date Krumm [12]          | 6–1, 6–3                    |
| Semifinali                  | Aravane Rezaï [10]          | María José Martínez Sánchez [6] | 6–2, 6–3                    |

### Giorno 5
| Incontri sul Campo Centrale | Incontri sul Campo Centrale | Incontri sul Campo Centrale | Incontri sul Campo Centrale |
| Gruppo                      | Vincitrice                  | Perdente                    | Punteggio                   |
| --------------------------- | --------------------------- | --------------------------- | --------------------------- |
| Finale                      | Aravane Rezaï [10]          | Marion Bartoli [1]          | 7–5, ritirata               |

## Singolare
Aravane Rezaï ha battuto in finale  Marion Bartoli con il punteggio di 7–5, ritirata